# Discografia degli A Day to Remember
La discografia degli A Day to Remember, gruppo musicale pop punk/metalcore statunitense, conta otto album in studio, uno dal vivo, un EP, tre DVD e ventidue singoli.
I primi lavori della band sono stati due demo autoprodotte, Halos for Heros, Dirt for the Dead e A Day to Remember EP, distribuite rispettivamente nel 2004 e nel 2005. Il debutto ufficiale avviene con And Their Name Was Treason, pubblicato nel 2005 dalla Indianola Records. L'album non ottiene molto successo, ma assicura agli a Day to Remember un contratto con la major Victory Records. Nel 2007 viene quindi pubblicato il secondo album For Those Who Have Heart, che debutta nella Top Heatseekers e  nella Independent Albums di Billboard. Nel 2008 viene ristampato il loro album di debutto con il nuovo titolo Old Record, anch'esso nella Top Heatseekers, mentre il terzo album in studio, intitolato Homesick, viene pubblicato l'anno successivo e riscuote un discreto successo negli Stati Uniti d'America entrando anche nella Billboard 200, al 21º posto; il singolo Have Faith in Me è il primo del gruppo a entrare nell'Alternative Songs di Billboard, e il brano If It Means a Lot to You ottiene il disco d'oro dalla RIAA per le numerose vendite. Lo stesso risultato ottiene anche il singolo The Downfall of Us All, anch'esso estratto da Homesick.
Il successo internazionale arriva con il quarto album What Separates Me from You, del 2010, che entra anche nelle classifiche di Australia e Regno Unito. Negli Stati Uniti arriva alla posizione 11 della Billboard 200. Dall'album vengono pubblicati tre singoli ufficiali, che raggiungono tutti almeno due classifiche Billboard: All I Want, All Signs Point to Lauderdale e It's Complicated. Anche What Separates Me from You, insieme al suo predecessore e al singolo apripista All I Want, riceve il disco d'oro negli Stati Uniti nel 2016. Nel 2013 viene pubblicato il quinto album Common Courtesy, il primo pubblicato in via completamente indipendente, che riesce nonostante ciò a ripetere il successo del predecessore e ad entrare anche in classifiche non anglofone. Entrambi i singoli estratti dall'album, Right Back at It Again e End of Me, entrano nelle principali classifiche rock di Billboard.
Bad Vibrations, sesto album del gruppo, viene pubblicato nel 2016 anch'esso indipendentemente, accompagnato dai singoli Paranoia, Bad Vibrations, Bullfight, Naivety e We Got This. Bad Vibrations si rivela l'album di maggior successo commerciale del gruppo, raggiungendo traguardi importanti come il secondo posto nella Billboard 200 e il primo posto in Australia. Nel 2019 il gruppo fa il suo debutto nella Billboard Hot 100 con il singolo Rescue Me, realizzato con il DJ statunitense Marshmello.

## Album in studio
| Anno | Titolo | Classifiche | Classifiche | Classifiche | Classifiche | Classifiche | Classifiche | Classifiche | Certificazioni           |
| Anno | Titolo | USA         | USA Alt.    | USA Rock    | AUS         | DEU         | UK          | UK Rock     | Certificazioni           |
| ---- | --- | ----------- | ----------- | ----------- | ----------- | ----------- | ----------- | ----------- | ------------------------ |
| 2005 | And Their Name Was Treason (ristampato nel 2008 come Old Record dalla Victory Records) - Pubblicato: 10 maggio - Etichetta: Indianola Records - Formato: CD, LP (solo Old Record), download digitale | —           | —           | —           | —           | —           | —           | —           |                          |
| 2007 | For Those Who Have Heart - Pubblicato: 23 gennaio - Etichetta: Victory Records - Formato: CD, CD+DVD, LP, MC, download digitale                                                                      | —           | —           | —           | —           | —           | —           | —           |                          |
| 2009 | Homesick - Pubblicato: 2 febbraio - Etichetta: Victory Records - Formato: CD, CD+DVD, LP, MC, download digitale                                                                                      | 21          | 5           | 7           | —           | —           | 165         | —           | - USA: Oro - UK: Oro     |
| 2010 | What Separates Me from You - Pubblicato: 15 novembre - Etichetta: Victory Records - Formato: CD, LP, MC, download digitale                                                                           | 11          | 1           | 2           | 24          | —           | 66          | 1           | - USA: Oro - UK: Argento |
| 2013 | Common Courtesy - Pubblicato: 25 novembre - Etichetta: ADTR Records - Formato: CD+DVD, LP, download digitale                                                                                         | 37          | 5           | 9           | 13          | 48          | 57          | 1           |                          |
| 2016 | Bad Vibrations - Pubblicato: 2 settembre - Etichetta: ADTR Records - Formato: CD, LP, download digitale                                                                                              | 2           | 1           | 1           | 1           | 7           | 6           | 1           |                          |
| 2021 | You're Welcome - Pubblicato: 5 marzo - Etichetta: Fueled by Ramen - Formato: CD, LP, download digitale                                                                                               | 15          | 3           | 3           | 9           | 7           | 36          | 3           |                          |
| 2025 | Big Ole Album Vol. 1 - Pubblicato: 18 febbraio - Etichetta: Fueled by Ramen, Parlophone - Formato: CD, LP, download digitale                                                                         | 155         | 19          | 24          | 44          | 44          | —           | —           |                          |

## Album dal vivo
| Anno | Titolo | Dettagli                                              |
| ---- | --- | ----------------------------------------------------- |
| 2021 | Live at The Audio Compound - Pubblicato: 25 gennaio - Etichetta: Fueled by Ramen - Formato: download digitale | Contiene nove brani registrati dal vivo e in acustico |

## Extended play
| Anno | Titolo | Dettagli                                                                   |
| ---- | --- | -------------------------------------------------------------------------- |
| 2010 | Attack of the Killer B-Sides - Pubblicato: 25 maggio - Etichetta: Victory Records - Formato: 45 giri, download digitale | Contenente quattro brani già precedentemente pubblicati come tracce bonus. |

## Demo
| Anno | Titolo                                                                     | Dettagli                                                                     |
| ---- | -------------------------------------------------------------------------- | ---------------------------------------------------------------------------- |
| 2004 | Halos for Heros, Dirt for the Dead - Etichetta: indipendente - Formato: CD | Contenente le prime cinque tracce registrate dalla band.                     |
| 2005 | A Day to Remember - Etichetta: indipendente - Formato: CD                  | Contenente tre brani successivamente inseriti in And Their Name Was Treason. |

## Singoli
| Anno | Titolo                        | Classifiche | Classifiche | Classifiche | Certificazioni | Album di provenienza       |
| Anno | Titolo                        | USA Alt.    | USA Rock    | USA Main.   | Certificazioni | Album di provenienza       |
| ---- | ----------------------------- | ----------- | ----------- | ----------- | -------------- | -------------------------- |
| 2009 | NJ Legion Iced Tea            | —           | —           | —           |                | Homesick                   |
| 2009 | The Downfall of Us All        | —           | —           | —           | - USA: Oro     | Homesick                   |
| 2009 | Have Faith in Me              | 40          | —           | —           | - USA: Oro     | Homesick                   |
| 2010 | All I Want                    | 12          | 25          | 21          | - USA: Oro     | What Separates Me from You |
| 2011 | All Signs Point to Lauderdale | 32          | 48          | —           |                | What Separates Me from You |
| 2011 | It's Complicated              | 33          | —           | 38          |                | What Separates Me from You |
| 2013 | Right Back at It Again        | 33          | —           | 36          |                | Common Courtesy            |
| 2014 | End of Me                     | 40          | —           | 26          |                | Common Courtesy            |
| 2016 | Paranoia                      | —           | 13          | 8           |                | Bad Vibrations             |
| 2016 | Bad Vibrations                | —           | 46          | —           |                | Bad Vibrations             |
| 2016 | Bullfight                     | —           | —           | 18          |                | Bad Vibrations             |
| 2016 | Naivety                       | —           | 43          | 35          |                | Bad Vibrations             |
| 2016 | We Got This                   | —           | 42          | —           |                | Bad Vibrations             |
| 2019 | Degenerates                   | 29          | 29          | 22          |                | You're Welcome             |
| 2019 | Resentment                    | —           | 10          | 14          |                | You're Welcome             |
| 2020 | Mindreader                    | —           | 29          | —           |                | You're Welcome             |
| 2020 | Brick Wall                    | —           | —           | —           |                | You're Welcome             |
| 2021 | Everything We Need            | —           | 49          | 5           |                | You're Welcome             |
| 2022 | Re-Entry (feat. Mark Hoppus)  | 19          | —           | 16          |                | /                          |
| 2022 | Miracle                       | —           | 29          | 24          |                | Big Ole Album Vol. 1       |
| 2024 | Feedback                      | —           | —           | —           |                | Big Ole Album Vol. 1       |
| 2025 | Make It Make Sense            | —           | —           | —           |                | Big Ole Album Vol. 1       |
| 2025 | LeBron                        | —           | —           | —           |                | Big Ole Album Vol. 1       |

### Singoli promozionali
| Anno | Titolo                             | Classifiche | Certificazioni               | Album di provenienza       |
| Anno | Titolo                             | USA Main.   | Certificazioni               | Album di provenienza       |
| ---- | ---------------------------------- | ----------- | ---------------------------- | -------------------------- |
| 2009 | If It Means a Lot to You           | —           | - USA: Platino - Uk: Argento | Homesick                   |
| 2010 | Better Off This Way                | 30          |                              | What Separates Me from You |
| 2011 | This Is the House That Doubt Built | —           |                              | What Separates Me from You |
| 2018 | Same About You                     | 20          |                              | Bad Vibrations             |

### Come ospiti
| Anno | Artista    | Titolo                              | Classifiche | Classifiche | Album di provenienza |
| Anno | Artista    | Titolo                              | USA         | USA Dance   | Album di provenienza |
| ---- | ---------- | ----------------------------------- | ----------- | ----------- | -------------------- |
| 2019 | Marshmello | Rescue Me (feat. A Day to Remember) | 92          | 5           | Joytime III          |

## Videografia

### Album video
| Anno | Titolo                                                                           | Dettagli                                                  |
| ---- | -------------------------------------------------------------------------------- | --------------------------------------------------------- |
| 2008 | For Those Who Have Heart - Pubblicato: 19 febbraio - Etichetta: Victory Records  | Incluso nella Special Edition di For Those Who Have Heart |
| 2009 | The Homesick - Pubblicato: 27 ottobre - Etichetta: Victory Records               | Incluso nella Deluxe Special Edition di Homesick          |
| 2013 | Common Courtesy (The Series) - Pubblicato: 25 novembre - Etichetta: ADTR Records | Incluso nella versione fisica di Common Courtesy          |

### Video musicali
| Anno | Canzone                                         | Regista                |
| ---- | ----------------------------------------------- | ---------------------- |
| 2004 | Breathe Hope in Me                              | Daniel Harrison        |
| 2005 | A Second Glance                                 | Reel Players           |
| 2007 | The Plot to Bomb the Panhandle                  | Dan Dobi               |
| 2007 | Monument (Live)                                 | Team Orlando           |
| 2007 | The Danger in Starting a Fire                   | —                      |
| 2008 | Since U Been Gone                               | Don Tyler              |
| 2009 | The Downfall of Us All                          | Scott Hansen           |
| 2009 | Right Where You Want Me to Be                   | Drew Russ              |
| 2009 | Mr. Highway's Thinking About the End            | Perrone Salvatore Xavy |
| 2010 | I'm Made of Wax, Larry, What Are You Made Of?   | Dan Dobi               |
| 2010 | Have Faith in Me                                | Mark Staubach          |
| 2011 | All I Want                                      | Drew Russ              |
| 2011 | All Signs Point to Lauderdale                   | Chris Marrs Pillero    |
| 2012 | 2nd Sucks                                       | Drew Russ              |
| 2013 | Right Back at It Again                          | Drew Russ              |
| 2014 | End of Me                                       | Shane Drake            |
| 2014 | I'm Already Gone                                | Sitcom Soldiers        |
| 2015 | City of Ocala                                   | Drew Russ              |
| 2016 | Paranoia                                        | Ethan Lader            |
| 2016 | Bad Vibrations                                  | Drew Russ              |
| 2016 | Bullfight                                       | Darren Doane           |
| 2016 | Naivety                                         | Darren Doane           |
| 2017 | We Got This                                     | Drew Russ              |
| 2019 | Rescue Me (Marshmello feat. A Day to Remember)  | Phillip Vernon         |
| 2019 | Resentment                                      | Jeb Hardwick           |
| 2020 | Mindreader                                      | Awesome Inc            |
| 2021 | Everything We Need (Live at The Audio Compound) | Lief Thomason          |
| 2021 | Last Chance to Dance (Bad Friend)               | Max Moore              |
| 2022 | Miracle                                         | Jeb Hardwick           |